# Lijst van rijksmonumenten in Sint Maartensbrug
De plaats Sint Maartensbrug telt 9 inschrijvingen in het rijksmonumentenregister. Hieronder een overzicht.
| Object | Oorspronkelijke functie?  | Bouwjaar          | Architect | Locatie             | Coördinaten?                  | Nr.?   | Afbeelding                 |
| --- | ------------------------- | ----------------- | --------- | ------------------- | ----------------------------- | ------ | -------------------------- |
| Molen N-G (ook wel Noorder G) | Industrie- en poldermolen | 1826              |           | Grote Sloot 153     | 52° 46' 26" NB, 4° 43' 20" OL | 41925  | Meer afbeeldingen          |
| Molenaarswoning; eenvoudig, verdiepingloos pandje onder rieten zadeldak met pannen voet tussen tuitgevels; linkerzij- en top achtergevel gepleisterd; voorgevel voorzien van T-vensters en gewijzigd luik in top; in linkerzijgevel eveneens T-vensters. Achter latere houten aanbouw aangekapt | Bedrijfs-,fabriekswoning  | 19e eeuw          |           | Grote Sloot 155     | 52° 46' 26" NB, 4° 43' 19" OL | 41937  | Meer afbeeldingen          |
| Pastorie | Kerkelijke dienstwoning   | 1880              |           | Grote Sloot 173     | 52° 46' 42" NB, 4° 43' 32" OL | 510006 | Pastorie                   |
| Stolphoeve gelegen bij de St.Maartensbrug met onderkelderd vooreind, aan de weg door gepleisterde topgevel beëindigd. In de zijgevel gele steen; rode ruitvormige strekkingen | Boerderij                 | 17e eeuw          |           | Grote Sloot 201     | 52° 46' 50" NB, 4° 43' 40" OL | 41926  | Meer afbeeldingen          |
| 't Winkeltje, voormalig keuterboerderij | Boerderij                 | 1850 (kern ouder) |           | Grote Sloot 209     | 52° 46' 52" NB, 4° 43' 41" OL | 510007 | Meer afbeeldingen          |
| Nederlands Hervormde Kerk | Kerk en kerkonderdeel     | 1696              |           | Groote Sloot 233    | 52° 46' 56" NB, 4° 43' 44" OL | 41938  | Meer afbeeldingen          |
| Brandwijck: hoofdonderdeel | Woonhuis                  | ca. 1872          |           | Grote Sloot 239     | 52° 47' 10" NB, 4° 43' 55" OL | 509996 | Brandwijck: hoofdonderdeel |
| Brandwijck: koetshuis | Opslag                    | 1700-1800         |           | Grote Sloot bij 239 | 52° 47' 10" NB, 4° 43' 55" OL | 509997 | Upload foto                |
| Brandwijck: toegangspartij | Erfscheiding              | 1700-1800         |           | Grote Sloot bij 239 | 52° 47' 10" NB, 4° 43' 55" OL | 509998 | Upload foto                |